# Mackenzie Crook
Paul Mackenzie Crook (Maidstone, Kent, Inglaterra, 29 de septiembre de 1971) es un actor y comediante británico, activo desde 1996. Es reconocido principalmente por interpretar a Ragetti en la saga fílmica de Piratas del Caribe.

## Carrera
Crook es famoso por su papel de Gareth Keenan en The Office, y por su papel secundario como un torpe pirata, Ragetti, amigo inseparable de Pintel, interpretado por Lee Arenberg, en la saga de Piratas del Caribe. Actuó en las tres primeras películas: Pirates of the Caribbean: The Curse of the Black Pearl (2003), Pirates of the Caribbean: Dead Man's Chest (2006) y Piratas del Caribe: en el fin del mundo (2007), junto con actores de renombre como Johnny Depp, Orlando Bloom, Keira Knightley, Geoffrey Rush, Bill Nighy, Stellan Skarsgard, Chow Yun-Fat y Jack Davenport. Sin embargo, no actuó en Pirates of the Caribbean: On Stranger Tides (2011), cuarta película de la saga.
En la primera película, Pirates of the Caribbean: The Curse of the Black Pearl, Ragetti (junto con Pintel) formaba parte de la tripulación de la Perla Negra del malvado pirata, el capitán Héctor Barbossa. En la segunda entrega, tras la muerte de Barbossa a manos de Jack Sparrow, interpretado por Johnny Depp, pasa a formar parte de la tripulación de éste junto con Pintel. En la tercera, con Barbossa vivo de nuevo, y Sparrow como su compañero, intenta suavizar sus discusiones, al igual que Pintel, de ambos por ser capitanes, porque no quiere decantarse por ninguno de los dos. Al final sobrevive a la lucha contra Davy Jones, interpretado por Bill Nighy, y lord Cuttler Becket, interpretado por Tom Hollander, de Sparrow, Will Turner y Elizabeth Swann, y abandona a Sparrow con Barbossa y el resto de la tripulación de este, aunque él no quería porque Sparrow era para él un ídolo. Solía ser el personaje que encarnaba situaciones cómicas, junto con Pintel, por ser un torpe pirata.

## Filmografía
| Año  | Película                                               |
| 2003 | Pirates of the Caribbean: The Curse of the Black Pearl |
| 2004 | El mercader de Venecia                                 |
| 2004 | Finding Neverland                                      |
| 2005 | The Brothers Grimm                                     |
| 2006 | Pirates of the Caribbean: Dead Man's Chest             |
| 2007 | Piratas del Caribe: en el fin del mundo                |
| 2008 | Merlín                                                 |
| 2009 | Solomon Kane                                           |
| 2009 | Skins                                                  |
| 2011 | Las aventuras de Tintín: El secreto del Unicornio      |
| 2011 | Templario                                              |
| 2013 | Disney Infinity                                        |
| 2013 | Almost Human                                           |
| 2013 | Game of Thrones                                        |

## Vida personal
Crook está casado con Lindsay Crook.